# Ken Falco/Guerre fra galassie
Ken Falco/Guerre fra galassie è un singolo del gruppo Superobots, pubblicato nel 1979.

## Descrizione
Ken Falco è un brano musicale scritto, musicato ed arrangiato da Vito Tommaso e inciso dai Superobots come sigla dell'anime Falco il super bolide. 
Esistono due versioni della canzone, solo una delle quali è stata pubblicata. La versione non pubblicata come disco è stata usata come sigla degli episodi 1-7, 12, 16, 18, 19 e 21 e se ne sente solo la seconda strofa ("Senti ragazzo, non esitare, se un giorno tu paura avrai..."). 
La versione pubblicata invece è stata sigla degli episodi 8-11, 13-15, 17 e 20. Di questa versione si sente nel taglio televisivo solo la prima strofa ("Senti ragazzo, nella tua stanza, tra i manifesti degli eroi..."). 
Le due versioni differiscono per il diverso arrangiamento dei cori.
Guerre fra galassie è un brano strumentale composto da Douglas Meakin, Dave Sumner e Giancarlo Giomarelli, su arrangiamento di Olimpio Petrossi, come sigla della serie televisiva Guerra fra galassie. La melodia è ispirata al brano Telstar, composta da Joe Meek ed incisa nel 1962 dal gruppo inglese dei Tornados.

## Tracce
1. Ken Falco – 2:34 (Vito Tommaso)
2. Guerre fra galassie – 4:03 (Dave Sumner, Douglas Meakin e Giancarlo Giomarelli)